# Cherpu
Cherpu es una ciudad censal situada en el distrito de Thrissur en el estado de Kerala (India). Su población es de 7864 habitantes (2011). Se encuentra a 11 km de Thrissur y a 61 km de Cochín.

## Demografía
Según el censo de 2011 la población de Cherpu era de 7864 habitantes, de los cuales 3691 eran hombres y 4173 eran mujeres. Cherpu tiene una tasa media de alfabetización del 93,90%, inferior a la media estatal del 94%: la alfabetización masculina es del 95,78%, y la alfabetización femenina del 92,28%.